# Łącznik destylacyjny
Łącznik destylacyjny (zwany też przedłużaczem) to sprzęt laboratoryjny stosowany w trakcie prowadzenia destylacji, który służy do łączenia chłodnicy z kolbą, w której zbiera się destylowaną ciecz.

## Konstrukcja
Łącznik destylacyjny ma kształt wygiętej rurki, w którą od jednej strony wtopiona jest druga rurka o mniejszej średnicy. Od strony, z której łączy się z chłodnicą, łącznik posiada zwykle szlif żeński, zaś od drugiej zakończony jest szlifem męskim. Oprócz tego w bocznej ściance, poniżej miejsca wtopienia wewnętrznej rurki, ale powyżej szlifu męskiego znajduje się oliwka.

## Zasada działania
Łącznik może służyć zarówno do destylacji atmosferycznej, jak i w atmosferze gazu obojętnego, a także do prostej destylacji próżniowej. We wszystkich tych przypadkach skroplona ciecz spływa z chłodnicy do łącznika, a następnie jest odprowadzana przez wewnętrzną rurkę do odbieralnika. Skręcony kształt łącznika ułatwia montowanie całej aparatury.
Oliwka w bocznej ściance, w trakcie destylacji atmosferycznej służy jako odpowietrzenie całego układu destylacyjnego. W trakcie destylacji w atmosferze gazu obojętnego podłącza się do niej wąż połączony z systemem dostarczania tego gazu. W trakcie destylacji próżniowej do oliwki przyłącza się wąż od pompy próżniowej.
Dzięki temu, że oliwka w bocznej ściance łącznika znajduje się znacznie powyżej wylotu wewnętrznej rurki, unika się zjawiska nadmiernego zasysania powietrza lub gazu obojętnego w czasie destylacji pod normalnym ciśnieniem, oraz unika się ryzyka zasysania cieczy do pompy próżniowej w czasie destylacji pod zmniejszonym ciśnieniem.
W przypadku destylacji próżniowej, w której może występować wiele frakcji cieczy, praktyczniej jest jednak stosować krówkę lub głowicę.

Przykład zastosowania łącznika destylacyjnego
1. Termometr; 2. Nasadka prosta; 3. Kolba; 4. Palnik; 5. Chłodnica; 6. Odbieralnik; 7. Łącznik